# Ал Анбар
Ал Анбар е срид 18-те мухафази (административни области) на Ирак, с център град Рамади.
Тя е най-голямата по площ област в държавата и представлява голяма част от т.нар. сунитски триъгълник. Граничи със Сирия, Йордания и Саудитска Арабия. Името ѝ означава „хамбар“.
По-големи градове в Ал Анбар са Фалуджа, Рамади, Хит, Абу Граиб, Хадита и др. По оценка за юли 2018 г. населението е 1 771 656 жители.